# Emily Lesueur
Emily Lesueur, född den 7 november 1972 i Glendale, Kalifornien, är en amerikansk konstsimmare.
Hon tog OS-guld i lagtävlingen i konstsim i samband med de olympiska konstsimstävlingarna 1996 i Atlanta.